# Vimioso
Vimioso (mirandesisch Bumioso) ist eine Kleinstadt (Vila) und ein Kreis (Concelho) in Portugal mit 1245 Einwohnern (Stand 19. April 2021). In den beiden Kreisgemeinden Angueira und Vilar Seco wird noch mirandesisch gesprochen, die einzige Regionalsprache Portugals.

## Geschichte
Archäologische Funde belegen die vorgeschichtliche Besiedlung des Gebietes, darunter eine bis in römisch-lusitanische Zeiten bestehende Castro-Befestigungsanlage des Ortes Atalaia, aus dem sich Vimioso entwickelte. Erstmals offiziell erwähnt wurde der heutige Ort im Jahr 1187, als König Sancho I. die hiesige Gegend in Besitz nahm zwecks Aufbaus einer Stadt. Die Neubesiedlung fand jedoch erst unter seinem Enkel, König Sancho II. statt.
Vimioso unterlag der Verwaltung von Miranda do Douro, bis König Manuel I. den Ort 1516 zur Vila (Kleinstadt) erhob, ihm Stadtrechte gab, und ihn zum Sitz eines neuen, gleichnamigen Kreises machte.

## Kultur und Sehenswürdigkeiten
Neben einigen steinernen Brunnenanlagen und historischen öffentlichen Gebäuden zählen eine Vielzahl Sakralbauten zu den Baudenkmälern des Kreises, darunter die einschiffige manieristische Gemeindekirche Igreja Paroquial de Vimioso (auch Igreja de São Vicente) aus dem 16. Jahrhundert. Auch der historische Ortskern als Ganzes steht unter Denkmalschutz.
Vier thematische Wander-Rundwege sind im Kreisgebiet angelegt.

## Verwaltung

### Kreis
Vimioso ist Sitz eines gleichnamigen Kreises, der im Norden an Spanien grenzt. Die Nachbarkreise sind (im Uhrzeigersinn im Norden beginnend): Miranda do Douro, Mogadouro, Macedo de Cavaleiros sowie Bragança.
Mit der Gebietsreform im September 2013 wurden mehrere Gemeinden zu neuen Gemeinden zusammengefasst, sodass sich die Zahl der Gemeinden von zuvor 14 auf zehn verringerte.
Die folgenden Gemeinden (freguesias) liegen im Kreis Vimioso:

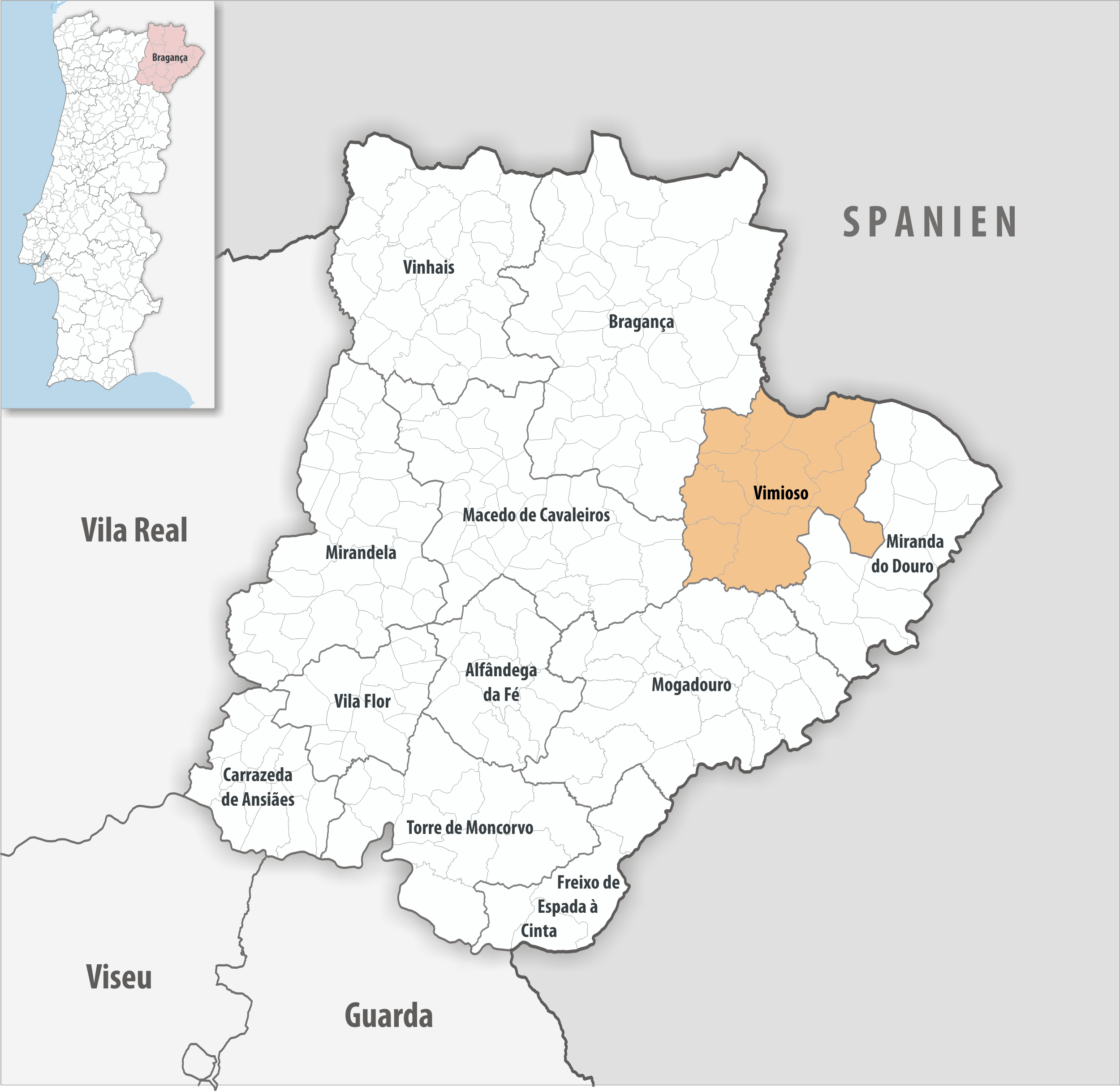
Kreis Vimioso

| Gemeinde                       | Einwohner (2021) | Fläche km² | Dichte Einw./km² | LAU- Code |
| ------------------------------ | ---------------- | ---------- | ---------------- | --------- |
| Algoso, Campo de Víboras e Uva | 490              | 96,53      | 5                | 041115    |
| Argozelo                       | 560              | 29,53      | 19               | 041103    |
| Caçarelhos e Angueira          | 296              | 53,16      | 6                | 041116    |
| Carção                         | 388              | 27,34      | 14               | 041107    |
| Matela                         | 211              | 44,52      | 5                | 041108    |
| Pinelo                         | 220              | 32,99      | 7                | 041109    |
| Santulhão                      | 330              | 49,38      | 7                | 041110    |
| Vale de Frades e Avelanoso     | 293              | 69,38      | 4                | 041117    |
| Vilar Seco                     | 116              | 23,42      | 5                | 041113    |
| Vimioso                        | 1.245            | 55,34      | 22               | 041114    |
| Kreis Vimioso                  | 4.149            | 481,59     | 9                | 0411      |

### Bevölkerungsentwicklung
| 1801 | 1849 | 1900   | 1930   | 1960   | 1981 | 1991 | 2001 | 2011 |
| 1831 | 5555 | 11.086 | 11.484 | 12.782 | 8500 | 6323 | 5315 | 4669 |